# Нагорный (Самарская область)
Наго́рный (чув. Нагорный) — поселок в Шенталинском районе Самарской области в составе сельского поселения Туарма.

## География
Находится на расстоянии примерно 16 километров по прямой на северо-восток от районного центра станции Шентала.

## История
Основан в середине 1920-х годов.

## Население
Постоянное население составляло 66 человек (чуваши 92%) в 2002 году, 54 в 2010 году.